# Egira

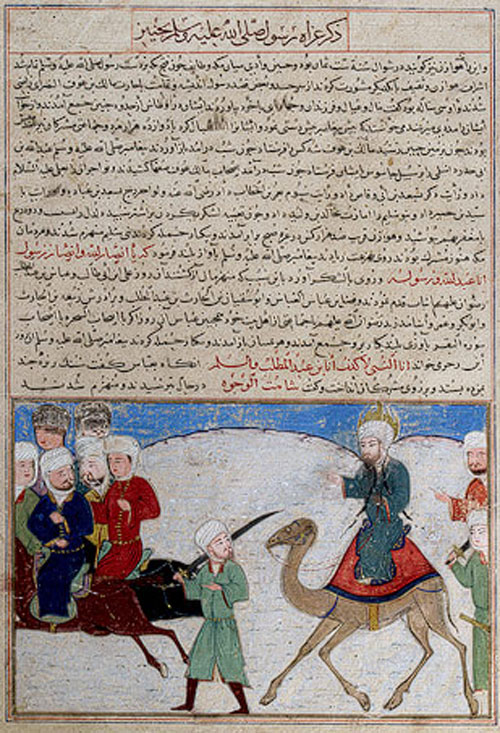
Viaggio del profeta Maometto, miniatura persiana dal Majma' al-tawarikh (Compendio di Storie), ca. 1425. (The Metropolitan Museum of Art).

L'ègira (AFI: /ˈɛʤira/; in arabo هجرة‎?, hijra, lett. "emigrazione") indica l'esodo di Maometto, assieme ai primi devoti musulmani, dalla natia Mecca alla volta di Yathrib. Più propriamente, hijra indica la rottura dei vincoli tribali, un fatto particolarmente grave, il quale esponeva a gravissimo rischio tutti coloro che a qualsiasi titolo avessero abbandonato nella penisola arabica il loro gruppo tribale.
Una Piccola Egira fu organizzata già nel 614 da Maometto, profeta dell'Islam, verso l'Etiopia, per mettere in salvo un gruppetto assai contenuto di fedeli musulmani maggiormente esposto alle ritorsioni e alle angherie operate contro di loro dai parenti o da membri della tribù dei Quraysh ostili alla loro nuova fede.
L'egira per antonomasia è quella che organizzò nel 622 lo stesso Maometto verso la città-oasi di Yathrib, poi rinominata Medina (propriamente Madīnat al-Nabī, "Città del Profeta"). Ciò fu la conseguenza non solo della crescente ostilità dei suoi concittadini che temevano di veder danneggiati i propri interessi commerciali e vilipesa la propria fede, ma anche per il fatto che le tribù di Yathrib gli avevano proposto di assumere il ruolo super partes di ḥakam (arbitro) per gestire i rapporti ostili tra le varie comunità dell'oasi (cosa che egli fece varando la costituzione di Medina).

Un certo numero di fedeli ripeté il trasferimento a Medina della settantina di musulmani e del loro profeta, facendolo loro assumere la qualifica di muhājirūn, ossia di "coloro che hanno effettuato l'Egira").
L'allontanamento dalla Mecca dell'esigua comunità di fedeli ebbe luogo per successivi scaglioni. A prendere per ultimi la via di Yathrib furono Maometto stesso e il suo migliore amico (e, dopo la morte del Profeta, suo successore, o khalīfa, "califfo"), Abū Bakr.

I due, prevedendo che i loro nemici li avrebbero cercati innanzi tutto sugli itinerari che dalla Mecca portavano a Yathrib (distante circa 340 km), si nascosero invece in una caverna sul monte Thawr, a sud della Mecca. Secondo il racconto un provvidenziale intervento divino avrebbe fatto in modo che un ragno intessesse su tutta l'apertura della caverna una visibile tela, così da convincere gli inseguitori (che, dopo le prime inutili ricerche dei fuggiaschi, non trascurarono più di investigare anche a meridione della loro città) che al suo interno non poteva essere entrato nessuno da vari giorni.

Dopo tre giorni i due - approvvigionati dalla figlia maggiore di Abū Bakr, Asma' bint Abi Bakr - ne uscirono e, grazie al liberto musulmano di Abū Bakr, ʿĀmir b. Fuhayra e al beduino pagano ʿAbd Allāh b. Arqaṭ in funzione di guida, intrapresero il viaggio verso la città-oasi di Yathrib su due dromedari, percorrendo sentieri meno noti e battuti, giungendo a Yathrib, dopo aver fatto una breve sosta nel sobborgo meridionale di Qubāʾ, il 12 Rabīʿ I, equivalente al 24 settembre 622.
Di fatto, più che rappresentare una "fuga", l'egira di Maometto sancì la nascita del primo nucleo di uno stato islamico. È in considerazione di ciò che il 622, l'anno in cui questo trasferimento ebbe luogo, venne poi prescelto - si dice all'epoca del secondo califfo ʿOmar ibn al-Khaṭṭāb - come inizio del calendario islamico, basato su una scansione temporale di tipo perfettamente lunare. Il 1° muharram dell'anno 1, inizio di questa era, corrisponde al 16 luglio 622. L'egira si svolse invece tra il 26 safar (9 settembre) e il 12 Rabi' I (24 settembre).
L'espressione data dell'egira (AH, annus hegirae o semplicemente E. o h.) indica quindi una data che si basa su questo tipo di calendario e negli studi specialistici essa precede quella gregoriana, separata da un trattino. Per il ragguaglio fra gli anni del calendario islamico (h.) e quelli giuliani o gregoriani (g.), si utilizza la formula approssimata {\displaystyle h=(g-622)\times 33\div 32}.